# Fyrtiotalism
Fyrtiotalism är en svensk litterär strömning av författare som debuterade och var verksamma under 1940-talet. Gruppen var inte enhetlig, men uppfattades redan av samtiden som företrädare för ett generationsskifte med tydlig modernistisk tendens. Deras verk var påverkade av litterära föregångare som Fjodor Dostojevskij, Franz Kafka, T.S. Eliot och existentialismen samt händelserna under andra världskriget. 
Centralgestalter inom fyrtiotalismen var Erik Lindegren och Karl Vennberg. Andra kända representanter för strömningen var bland andra Werner Aspenström, som även var redaktör för tidskriften 40-tal, och Stig Dagerman som ibland publicerade sig där.
I tidskriften 40-tal (1944–1947) där den stridbare kritikern Lennart Göthberg (död 1946) spelade en betydande roll, fick de ett gemensamt forum. Trots stora inbördes skillnader höll de utåt en gemensam front med viljan att representera något nytt i litteraturen.
Detta nya gällde dock snarast det idémässiga, som hade sin reella grund i världskrigets brutalitet: tidsångesten, vanmakten, desillusionismen men också en kritisk intellektualism. Ifråga om det formella utvecklade framför allt lyrikerna den redan existerande modernismen. Belysande för detta är den "obegriplighetsdebatt" som följde på Lindegrens mannen utan väg, och som knappast minskade när pseudonymen Jan Wictors diktsamling Camera obscura avslöjades som en drift med 40-talslyriken.
Under 1950-talets första år kom reaktionen snabbt.

## Fyrtiotalismens litteratur
Fyrtiotalismens litteratur innebar modernismens genombrott i svensk litteratur. Litteraturen var ofta experimentell och hade sin inriktning mot existentiella frågeställningar, mot det universella och allmängiltiga, och ett avståndstagande från det subjektiva och privata. Ett centralt verk är Erik Lindegrens mannen utan väg (1942, ny utgåva 1945) som på ett nyskapande, surrealistiskt färgat språk gav uttryck åt samtidskänslan av vanmakt och desillusion. Tidens andre store lyriker Karl Vennberg stod för ett mer lågmält tonfall, präglat av skepsis och ironi i verk som Halmfackla (1944) och Tideräkning (1945). Med Skriket och tystnaden (1946) kom även Werner Aspenström att räknas till de centrala fyrtiotalistiska diktarna.
Inom prosan var Stig Dagerman och Lars Ahlin de mest framträdande. Med verk som Ormen (1945) och De dömdas ö (1946) och sitt tragiska levnadsöde anses Stig Dagerman på många sätt personifiera fyrtiotalismen. En annan typisk representant för fyrtiotalismen var Gösta Oswald som under sitt korta liv hann ge ut både tidstypisk lyrik och experimentella prosaverk som En privatmans vedermödor (1949). Novellkonsten hade en framskjuten position med författare som Thorsten Jonsson, Sivar Arnér och Olov Jonason. Även tidiga verk av Lars Gyllensten som Camera obscura (1946, skriven tillsammans med en kamrat under pseudonymen Jan Wictor) och Moderna myter (1949) var typiska uttryck för fyrtiotalismen.